# Felix Wazekwa
Félix Wazekwa  S'Grave (* 14. September 1962 in Kinshasa) ist ein kongolesischer Musiker. Er begann seine Karriere als Soukous-Musiker an der Seite von Papa Wemba und Koffi Olomide.

## Biografie
Im Jahr 1985 ging Felix Wazekwa nach Europa und studierte in Paris Wirtschaftswissenschaften. 1990 begann er die Zusammenarbeit mit anderen Musikern als Komponist. So arbeitete er zwischen 1991 und 1993 mit Koffi Olomide an den Alben Kuwait, Left Bank und Noblesse. Von 1993 bis 1995 arbeitete er mit Papa Wemba an den Alben Foridoles und Pole-Position. Am 19. August 1995 heiratete er und in diesem Jahr startete er auch seine Solokarriere. Im Dezember 1999 veröffentlichte er sein viertes Album Sponsor. Er arbeitet auch mit anderen Künstlern und Gruppen wie Soukous Stars, Damien Aziwa, Djeffard Lukombo, Bibidens und Duc Herod zusammen. Sein kongolesisches Publikum schätzt besonders seine schweren und tiefgründigen Texte. 2001 erschien sein 5. Album Signature.

## Auszeichnungen
- 2004: Kora Award als Bester Künstler Zentralafrikas[2]

## Diskographie
- Tetragramme, YHWH (1995)
- Pauvres, mais…  (1997)
- Bonjour Monsieur (1998)
- Sponsor (1999)
- Signature (2001)
- Yo nani (2002)
- Et après ... (2004)
- Faux mutu moko boye (2005)
- Mosapi Liboso (2006)
- Que demande le peuple (2008)
- La chèvre de Monsieur Seguin (2009)
- Mémoire ya Nzambe (2010)
- Haut les mains (2011): Single
- Stop à la guerre! (2012) (Lutumba Simaro, Innoss'B, Fally Ipupa, Jean Goubald Kalala, King Kester Emeneya, Barbara Kanam, Mbilia Bel, MJ30, Papa Wemba, Koffi Olomide u. a.)
- Adamu na Eva (2013)
- I love you (2015)